# Corsaire

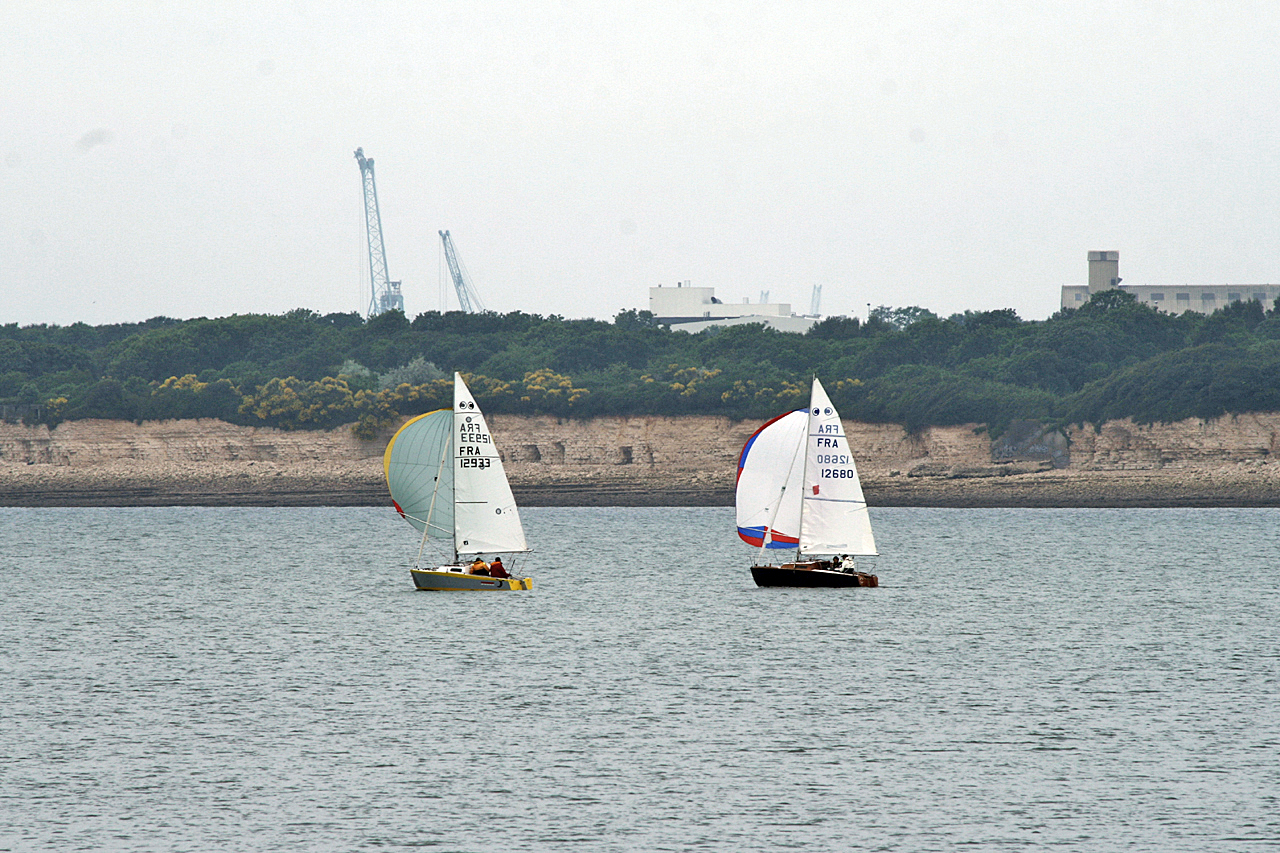
Corsaire

O Corsaire é um pequeno veleiro monotipo cabinado de patilhão em parte amovível. Construído em 1954 pelo arquitecto naval Jean-Jacques Herbulot, o mesmo que desenhou o Vaurien e o Caravela, e como os outros, para a Centro Náutico Les Glénans.
Como os outros dois veleiros também o Corsaire passou por maus momentos antes de retornar a ter interesse pela sua simplicidade. Actualmente a "National Corsaire", da França, reúne desde 2004 cerca de 70 concorrentes todos os anos em Agosto, e na reunião de 1998 em Grandson na Suíça estavam presentes 134 Corsaires.

## História
Na origem construído em madeira, como continua a ser construído nos estaleiros Pichavant em Loctudy (France), tem-se adaptado e hoje o casco pode ser em plástico nos estaleiros Amiguet no Le Bouvere junto ao Lago Lemano na Suíça, e mesmo em material compósito como nos estaleiros MB em Yverdon-les-Bains junto ao Lago de Neuchâtel na Suíça, mas tudo destro das severas regras próprias a um monotipo. Se de uma certa maneira o carinho dos suíços o salvou do desaparecimento, como o prova a reunião de Grandson  e os estaleiros deste monotipo na Suíça, o Corsaire navega perfeitamente no mar — imagens em .

## Características
- Tipo de vela: bermudiana
- Ano; 1954
- Comprimento — 5,50 m
- Boca — 1,92 m
- Calado — 0,5–1,0 m (Patilhão levantado/baixado)
- Velame:
  - Vela grande — 11,74 m2
  - Genoa — 6,76 m2
  - Spinnaker 22,60 m2
- Deslocamento — 560 kg
- Arquitecto — Jean-Jacques Herbulot